# Falcatidae
De Falcatidae zijn een familie van uitgestorven Holocephali uit het Paleozoïcum. Leden van deze familie zijn onder meer Falcatus, een kleine vis uit de Bear Gulch-kalksteen van Montana. De familie verscheen voor het eerst rond het begin van het Carboon, en er zijn aanwijzingen dat ze tot ver in het Vroeg-Krijt overleefden, hoewel de vermeende Krijt-leden ook werden aangevoerd als waarschijnlijke Neoselachii.

## Geslachten
- Denaea
- Falcatus
- Ozarcus?
- Stethacanthulus
- Cretacladoides? – mogelijk Vroeg-Krijt (Valanginien) lid van de familie